# Obuchi Keizō
Obuchi Keizo (小渕 惠三 (Tiểu Uyên Huệ Tam) Obuchi Keizō) (25 tháng 6 năm 1937 – 14 tháng 5 năm 2000) là một chính trị gia Nhật Bản, người từng giữ chức chủ tịch hạ viện Nhật Bản trong 12 nhiệm kỳ và trở thành thủ tướng thứ 84 của Nhật Bản từ 30 tháng 7 năm 1998 tới 5 tháng 4 năm 2000. Cuộc đời chính trị của Obuchi chấm dứt khi ông bị hôn mê vào năm 2000 và được kế nhiệm bởi Mori Yoshiro trước 1 tháng khi ông qua đời do cơn tai biến mạch máu não.

## Thiếu thời
Obuchi sinh ngảy 25 tháng 6 năm 1937 in Nakanojō, tỉnh Gunma, là con trai của Obuchi Mitsuhei, một trong bốn đại diện tiêu biểu trong Quốc hội Nhật Bản cho một quận ở Gunma. Năm 13 tuổi, Obuchi chuyển đến một trường trung học tư thục ở Tokyo và sống ở thành phố cho đến cuối đời. Năm 1958, Obuchi đăng ký học tại Đại học Waseda chuyên ngành văn học Tiếng Anh, với hy vọng trở thành một nhà văn. Khi cha ông qua đời cùng năm đó, Obuchi quyết định theo bước chân của mình với tư cách là một chính trị gia, và tiếp tục làm nghiên cứu sinh về khoa học chính trị sau khi tốt nghiệp bằng Cử nhân Văn học bằng tiếng Anh vào năm 1962.
Từ tháng 1 đến tháng 9 năm 1963, Obuchi đã đi đến 38 quốc gia, đi vòng quanh thế giới và nhận những công việc lặt vặt khi đi vì thiếu tiền. Những người này bao gồm một người rửa bát, một trợ lý hướng dẫn aikido và một trợ lý đoàn quay phim truyền hình ở Berlin, nơi có yêu cầu thể chất cao nhất. Khi ở Hoa Kỳ, Obuchi đã gặp Tổng chưởng lý Robert F. Kennedy, người đã có bài phát biểu vào năm trước tại Đại học Waseda nơi Obuchi còn là sinh viên. 36 năm sau trong chuyến thăm Tổng thống Bill Clinton với tư cách là Thủ tướng Nhật Bản, ông đã gặp lại thư ký của Kennedy, người đã giúp sắp xếp chuyến thăm trước đó.

## Sự nghiệp chính trị

### Thành viên Nội các
Tháng 11 năm đó, được truyền cảm hứng từ cuộc nói chuyện của ông với Kennedy, Obuchi đã tranh cử vào Hạ viện và được bầu vào một ghế đại diện cho Quận 3 của Gunma, khiến ông trở thành nhà lập pháp trẻ nhất trong lịch sử Nhật Bản khi mới 26 tuổi. Obuchi phục vụ nhiệm kỳ đầu tiên của ông tại Hạ Viện trong khi đang theo đuổi nghiên cứu tại Đại học Waseda.
Năm 1979, Obuchi trở thành giám đốc văn phòng Thủ tướng và giám đốc Cơ quan Phát triển Okinawa, chức vụ nội các đầu tiên của ông. Ông đã phục vụ ở đó tám năm trước khi trở thành Tổng thư ký Nội các vào năm 1987. Hai năm sau, ông chính thức công bố cái chết của Thiên hoàng Hirohito. Với tư cách là Chánh văn phòng Nội các, ông đã công bố tên thời đại "Heisei" mới cho Thiên hoàng mới Akihito.

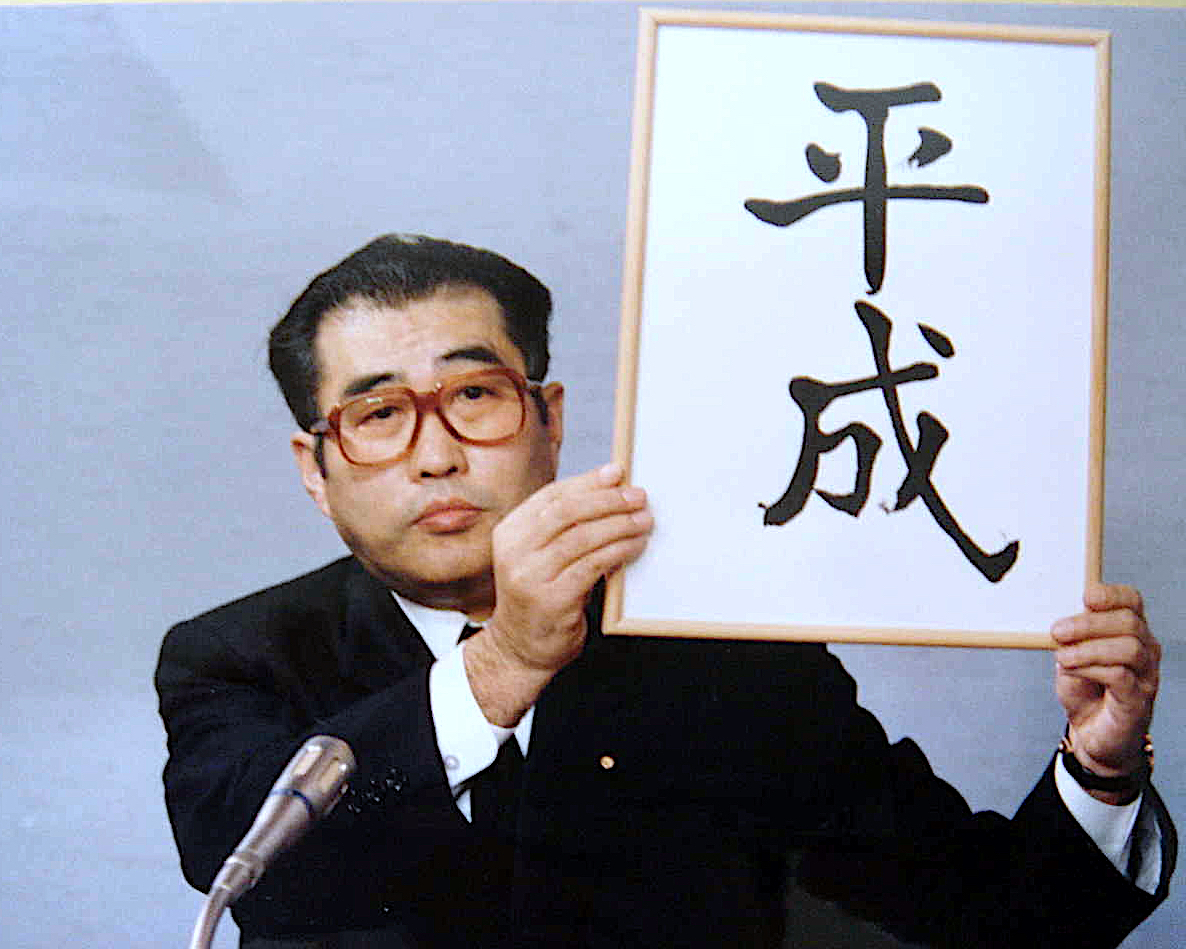
Obuchi Keizō tuyên bố kỷ nguyên Hoàng gia mới - Bình Thành "Heisei" (7 tháng 1 năm 1989)

Năm 1991, Obuchi trở thành tổng thư ký của Đảng Dân chủ Tự do (LDP), và năm 1994 trở thành phó chủ tịch của đảng này. Năm 1997, Hashimoto Ryūtarō bổ nhiệm Obuchi làm Bộ trưởng Bộ Ngoại giao, nơi ông nổi bật trong các cuộc đàm phán với Nga về các yêu sách của Nhật Bản ở Quần đảo Kuril, cũng như các cuộc đàm phán về thống nhất Triều Tiên.

### Thủ tướng

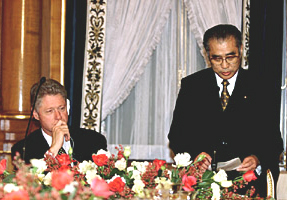
Bill Clinton và Obuchi tại Tổng lý Đại thần Quan để năm 1998

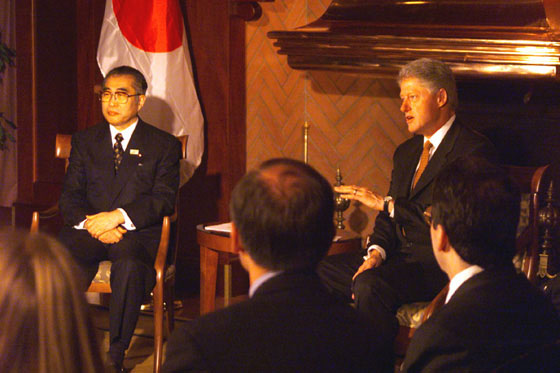
Obuchi và Bill Clinton tại Cologne năm 1999

Năm 1998, Hashimoto từ chức chủ tịch LDP khi đảng này mất đa số tại Chúng nghị viện, Tham nghị viện, và Obuchi được chỉ định là người kế nhiệm ông. Khi Quốc hội chỉ định một thủ tướng mới, Obuchi trở thành ứng cử viên LDP thứ hai không giành được sự ủng hộ của Hạ viện. Tuy nhiên, Hiến pháp Nhật Bản quy định rằng nếu hai viện không thể thống nhất về việc lựa chọn thủ tướng thì lựa chọn của Hạ viện được coi là của Quốc hội. Với đa số LDP ở hạ viện, Obuchi chính thức được bổ nhiệm làm Thủ tướng vào ngày 30 tháng 7.

## Hình ảnh khác

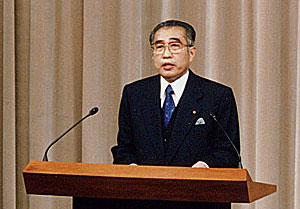
Obuchi tại cuộc họp báo ngày 1 tháng 1 năm 2000, Tổng lý Đại thần Quan để.
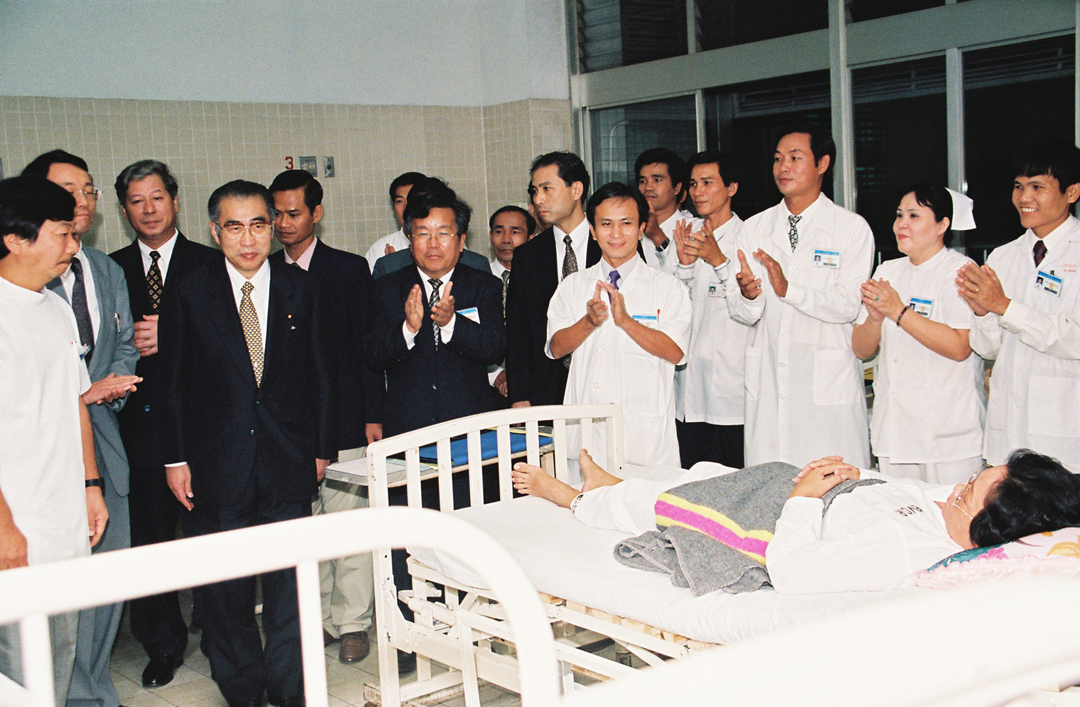
Obuchi thăm Bệnh viện Chợ Rẫy, Thành phố Hồ Chí Minh năm 1998.
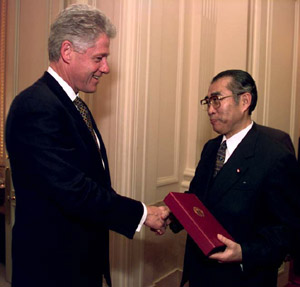
Bill Clinton và Obuchi năm 1998.
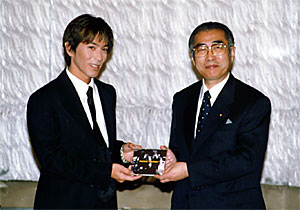
Komuro Tetsuya và Obuchi năm 1999.